# 中音

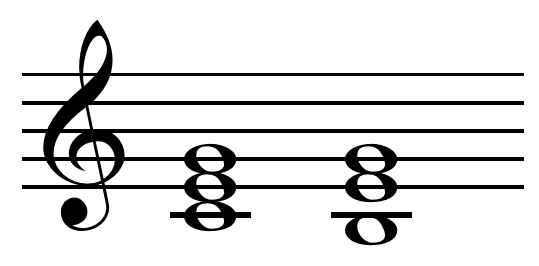
C大調的主音三和弦和中音三和弦。

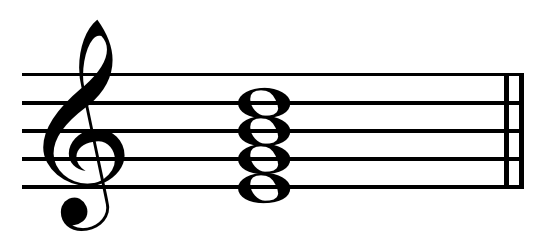
E小七和弦：C大調的iii^{7}或中音七和弦

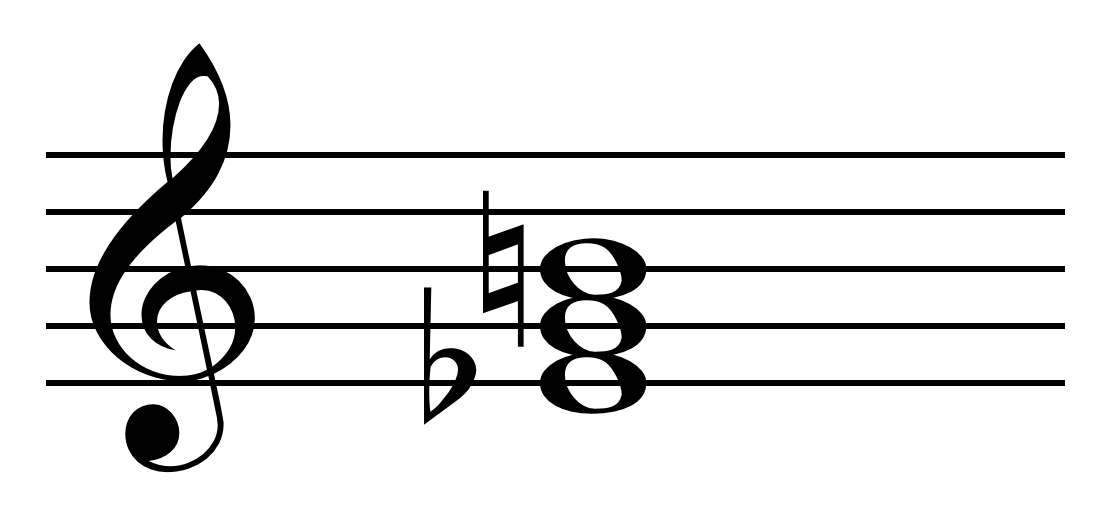
♭III^{+}.

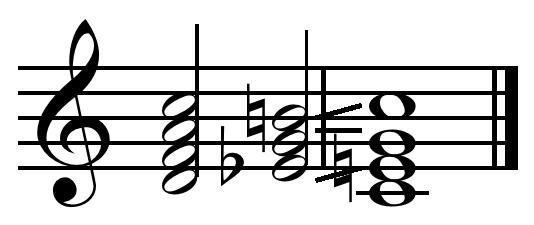
♭III^{+}代替了屬七和弦。

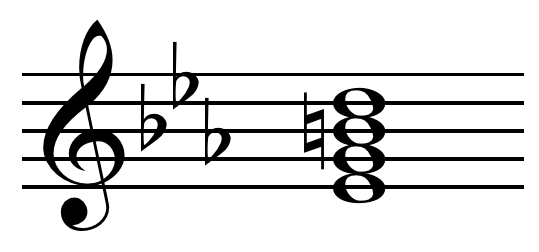
在C的III+，和聲小調或遞增中的旋律小調。

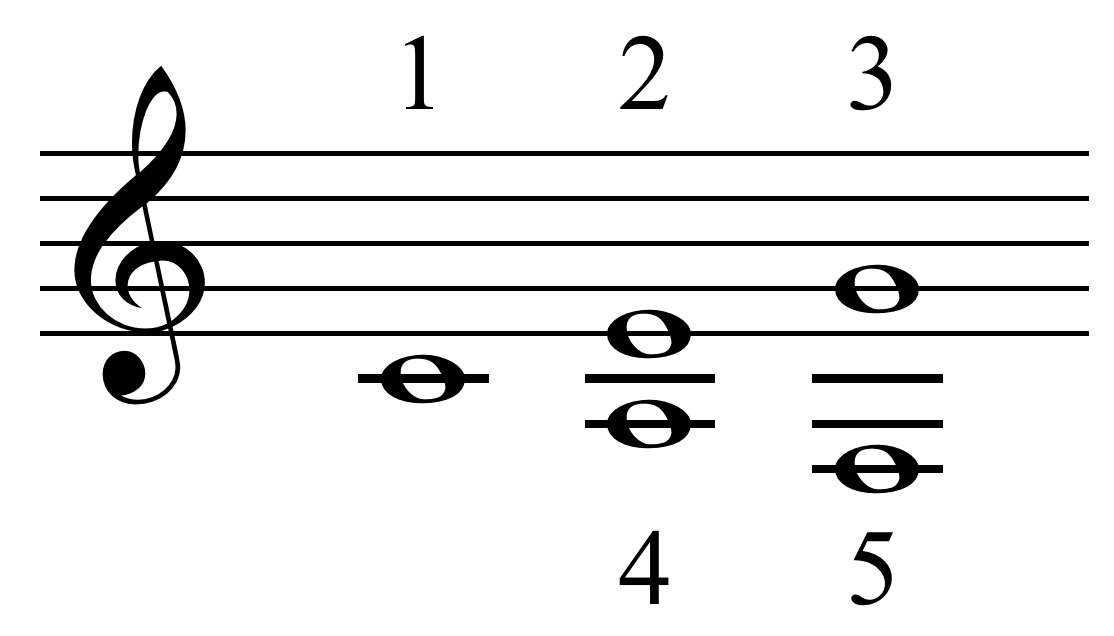
1是主音，2是上中音，3是中音，4是下中音，5是屬音

在音樂中，中音是音階的第三個音。中音是主音和屬音的中間。相似地，下中音是主音和下屬音的中間。音階的第一個和第五個音通常都能構成完全五度，但第一個和第三個能構成大三度或小三度。
在羅馬數字記和弦法中，中音的和弦能有幾個表示方法。在大調中，中音三和弦是一個小三和弦，所以用羅馬數字iii表示。在自然小調中，中音三和弦是一個大三和弦，所以用羅馬數字III表示。在和聲小調和遞增中的旋律小調中，第七個音被升了一個半音：從下主音升至導音，造成一個增三和弦，以羅馬數字(♭)III+表示。
例如，C大調的中音是E，而C大調的中音三和弦由E、G、B組成(E小調三和弦也是由E、G、B組成)。因此，Em是C大調的iii三和弦。A自然小調的中音是C，而A自然小調的中音三和弦由C、E、G組成。所以，C大三和弦是A自然小調的III三和弦。但在A和聲小調中，G音會被升至G♯，這把C大三和弦轉成C增三和弦，以C、E、G♯組成。所以A和聲小調中，C增三和弦就是III+三和弦。

## 每個大調的中音
| 調      | 中音 | 調    | 中音 | 調      | 中音 |
| ------- | ---- | ----- | ---- | ------- | ---- |
| 降C大調 | E♭   | C大調 | E    | 升C大調 | E♯   |
| 降D大調 | F    | D大調 | F♯   | 升D大調 | F♯♯  |
| 降E大調 | G    | E大調 | G♯   | 升E大調 | G♯♯  |
| 降F大調 | A♭   | F大調 | A    | 升F大調 | A♯   |
| 降G大調 | B♭   | G大調 | B    | 升G大調 | B♯   |
| 降A大調 | C    | A大調 | C♯   | 升A大調 | C♯♯  |
| 降B大調 | D    | B大調 | D♯   | 升B大調 | D♯♯  |